# Poříčany
Poříčany es un municipio en el Distrito de Kolín, en la región de Bohemia Central de la República Checa.
Algunas escenas de la película Hostel se filmaron en este pueblo.
- Datos: Q2063995
- Multimedia: Poříčany / Q2063995